# Кожеки
Кожеки (рос. Кожеки) — присілок Велізького району Смоленської області Росії. Входить до складу Сітьковського сільського поселення.
Населення — 39 осіб (2007 рік).